# Biscúter

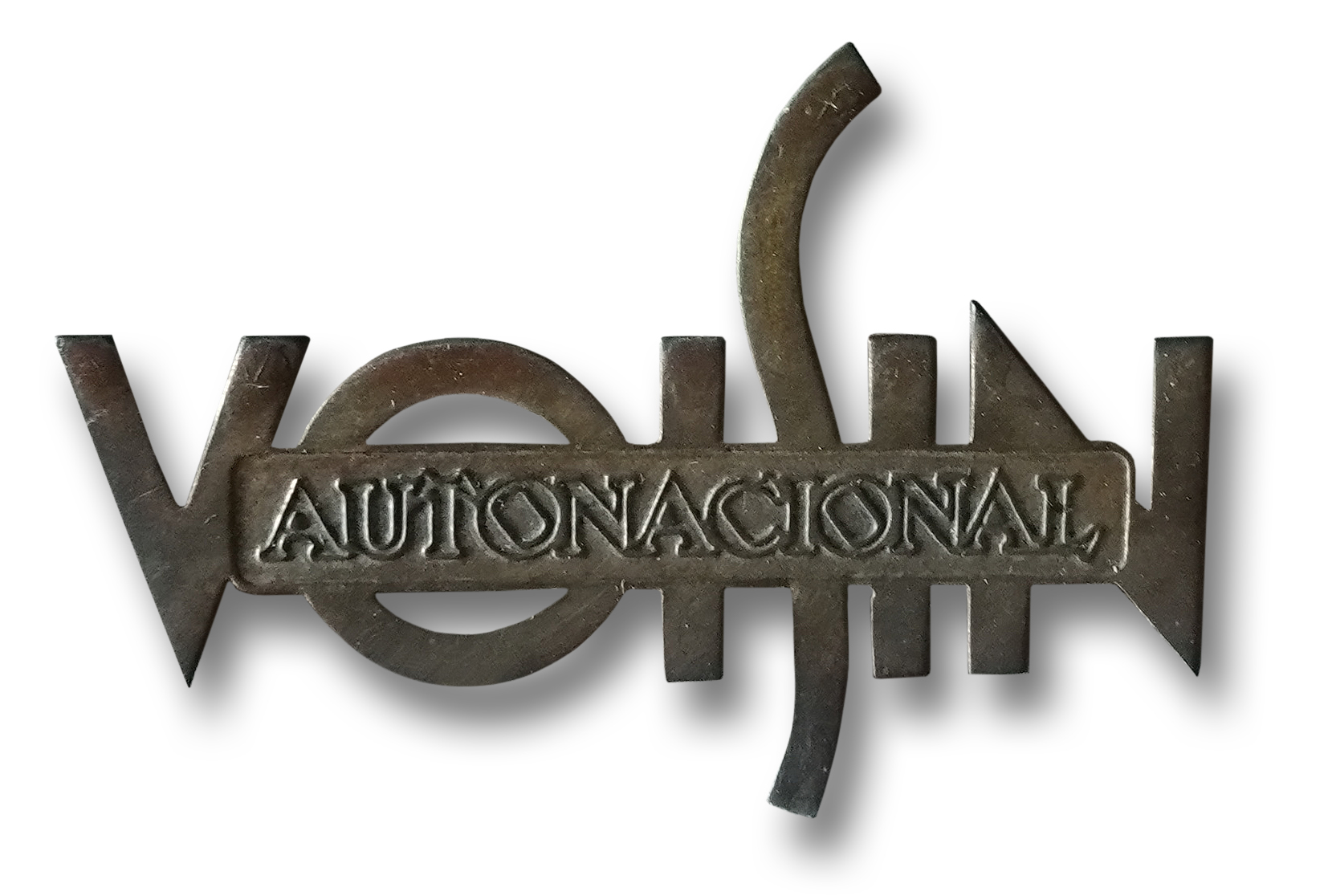
Logo Voisin-Autonacional

El Biscúter, sovint escrit Biscuter, fou un microcotxe fabricat per l'empresa catalana "Autonacional S.A." a Sant Adrià de Besòs, Barcelonès, entre el 1953 i 1960. Va ser l'intent que més es va acostar a crear un vehicle autènticament popular al país durant el franquisme, fins a l'aparició del Seat 600.

## Història

### El mercat de l'automòbil a l'estat espanyol durant els anys 50
L'automòbil no havia mai estat un producte de consum massiu a l'estat espanyol, com ho havia estat en països com ara els Estats Units, Nova Zelanda o Austràlia, ja des de meitat dels anys deu, o als països més industrialitzats d'Europa com Anglaterra, França o Alemanya, a partir de la recuperació econòmica que suposaren els anys vint, després de la Primera Guerra Mundial. Malgrat tot, a Catalunya hi havia florit un bon nombre de pioners de l'automoció i s'hi havia establert una important indústria ja des de començaments del segle xx (amb marques com ara Hispano-Suiza o Elizalde), destacant-ne la important fàbrica del barri de Sant Andreu a Barcelona on es produïen els Hispano-Suiza, de gran prestigi internacional, abans de passar a anomenar-se Pegaso i construir-hi exclusivament camions d'ençà de 1946.
A la pobra i rural Espanya de la primera meitat del segle, però, l'automòbil fou un bé escàs i car, tot i que era un element molt present a les grans ciutats, especialment els models Ford o Citroën. La guerra havia empitjorat encara més el poder adquisitiu de la població, la qual tenia molta més urgència per a sobreviure que per a adquirir un vehicle. L'espanyol era llavors, juntament amb Portugal, l'únic estat europeu amb un règim de caràcter feixista i tant els països del bloc comunista com els del capitalista el mantenien aïllat de la seva influència i ajut comercial. En aquesta situació de soledat asfixiant, alguns emprenedors miraven de crear negocis com podien, havent de crear la seva pròpia tecnologia i indústria, amb els seus mitjans limitats i matèries primeres gairebé inexistents. De tota manera, després dels durs anys quaranta, semblava que a la següent dècada es podia albirar una minsa millora, alhora que el règim mirava, de mica en mica, d'obrir-se al món.

### La gènesi del vehicle

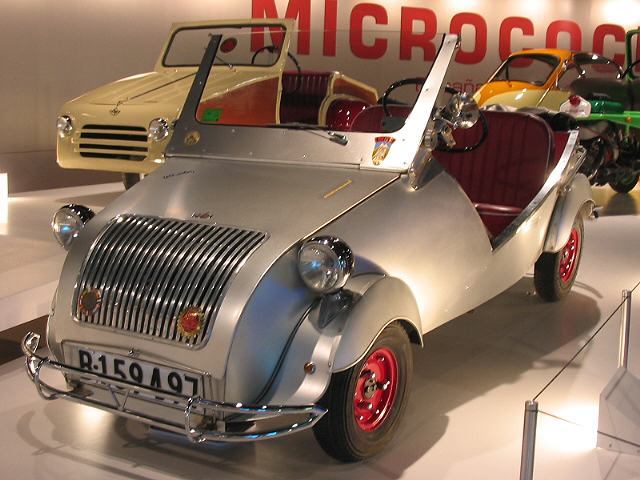
Model de Biscúter

El francès Gabriel Voisin era un tècnic i dissenyador d'avions que als anys vint havia construït el primer aeroplà europeu i un petit microcotxe biplaça, anomenat "Sulky" que mai va veure la llum i que funcionaria amb dos motors d'escúter. El 1947, recentment acabada la Segona Guerra Mundial, va reprendre aquella vella idea i va acabar el model experimental d'aquell petit vehicle, al qual va batejar amb el nom de "Biscooter", en referència als dos motors de 60 cc de scooter que hi havia sota el capó. Va ser presentat al Saló de l'Automòbil de París del 1949 a l'estand de la marca "Gnome & Rhone", que el produiria. El vehicle va arribar a rebre fins a 1500 comandes però un posterior estudi va fer que la marca francesa es fes enrere: en aquell moment començava a França l'èxit del Citroën 2CV i el Renault 4CV que, tot i ser dos cotxes molt modestos, eren d'una categoria més normal, al costat dels quals el minúscul "Biscooter" semblava excessivament espartà.
Després de trencar definitivament les relacions comercials amb "Gnome & Rhone,", Gabriel Voisin rebé la visita d'un grup d'empresaris catalans, encapçalats per en Josep Maria Marcet i Coll, president de l'Aeroclub de Sabadell i alcalde de la ciutat, que li varen comprar la patent, convençuts que el "Biscooter" era el cotxe ideal per a fabricar-lo a Catalunya i motoritzar l'estat espanyol.
El 1953 es fundà l'empresa "Autonacional S.A." i aixecaren la fàbrica a uns terrenys de Sant Adrià de Besós, amb en Damià Casanova com a cap de taller. Gabriel Voisin va venir de París a Barcelona i va supervisar l'optimització del projecte personalment, fins que, finalment, es va presentar a la "Fira de mostres de Barcelona" del mateix any amb el nom original espanyolitzat com a Biscúter i amb nou motor Hispano Villiers de 197 cc. L'any següent començà la producció, amb el nom oficial de "Biscuter Autonacional Voisin".
Les iconogràfiques carrosseries es van començar a construir i redefinir a Construccions Metàl·liques Rañé de Sant Just Desvern, dirigida pels germans Marcelino Rañé i Fernando Rañé, planxista i pare de l'actor i director Ferran Rañé.

### Vida, impacte social i desaparició del Biscúter

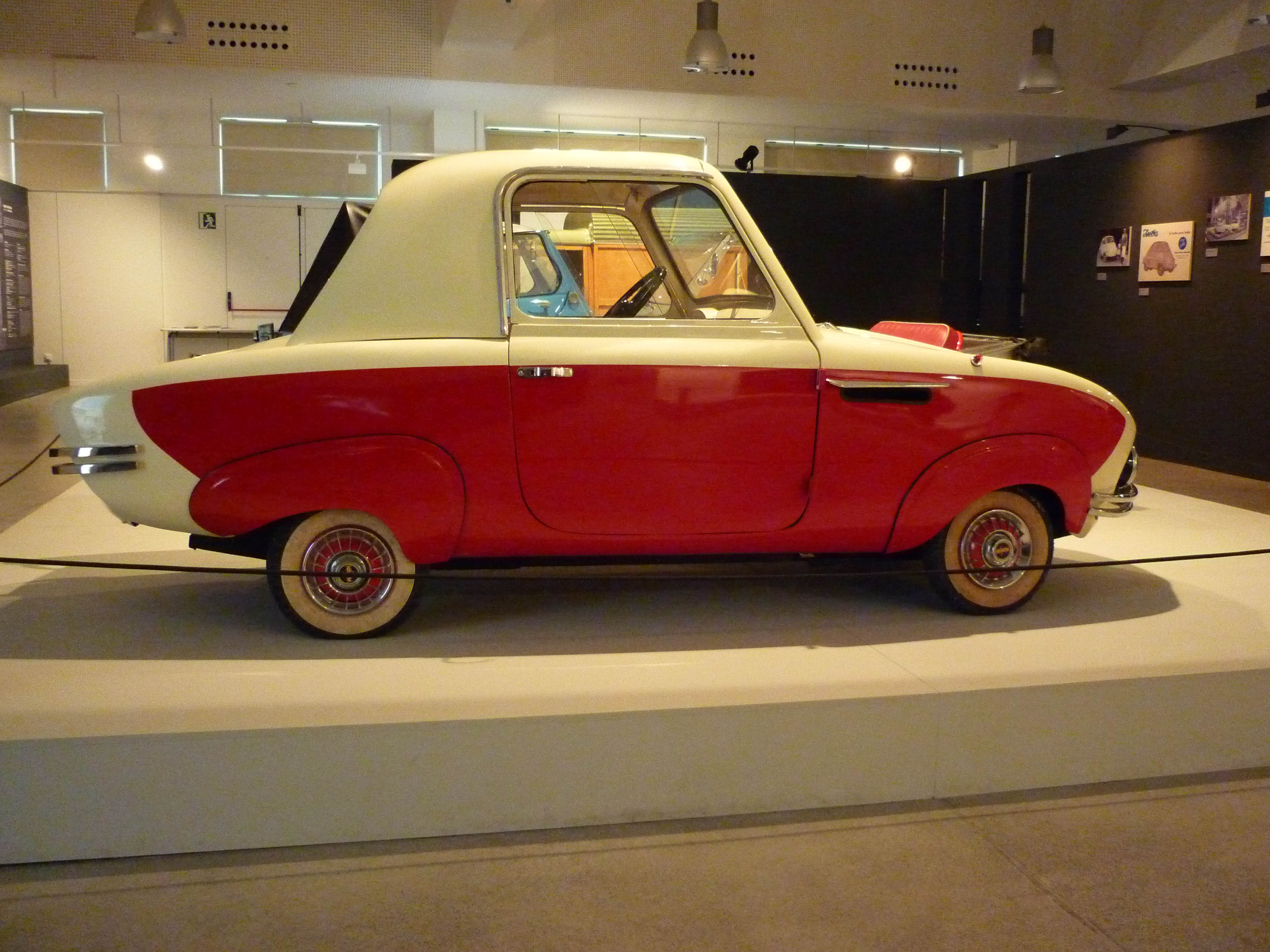
El Biscúter Coupé 200-F Sport "Pegasín" (1958), obra de Pere Serra

Dels diferents tipus de Biscúter se'n fabricaren aproximadament unes 10.000 unitats (12.000 segones unes altres fonts), entre els anys 1953 i 1960, la qual representa la xifra més alta dels molts vehicles de característiques similars que es varen idear, fabricar i vendre al conjunt de l'estat al llarg de la dècada. Biscúter, sense arribar a ser l'automòbil que motoritzaria el país, si que va ser el més popular del seu temps i ha quedat com una icona entranyable en la memòria col·lectiva: La gent li posava noms afectuosos o despectius, essent "Zapatilla" el de més èxit en espanyol ("Espardenya" en català, degut a la seva similitud amb aquesta mena de calçat) i "Pegasín" per al darrer model, per la seva caricaturesca semblança al bòlid de la casa Pegaso; es va posar de moda la frase feta "és més lleig que un Biscúter" i apareixia dibuixat en multitud d'acudits i historietes de l'època, arribant a quedar immortalitzat a una de les caselles del famós joc de l'oca, que gairebé tothom tenia a casa, dibuixat per l'il·lustrador santandreuenc Pere Massana.
L'aparició del Seat 600 el 1957 i l'arribada de la furgoneta Citroën 2cv el 1958, sumat al fet que l'economia de molts ciutadans començava a sortir de l'estretor, foren els primers cops que feren que, progressivament, la seva producció i vendes comencés a disminuir fins a la desaparició del mercat i tancament definitiu de la fàbrica. Autonacional va aturar la fabricació el 1958, tot i que durant quatre anys més va vendre els estocs i va assegurar el servei tècnic als cotxes venuts.

### Altres
En el número 131 del setmanari d'humor Tío Vivo, el dibuixant Enric de Manuel (Enrich) fa aparèixer el seu personatge El caco Bonifacio conduint un Biscúter.

## Característiques del Biscúter

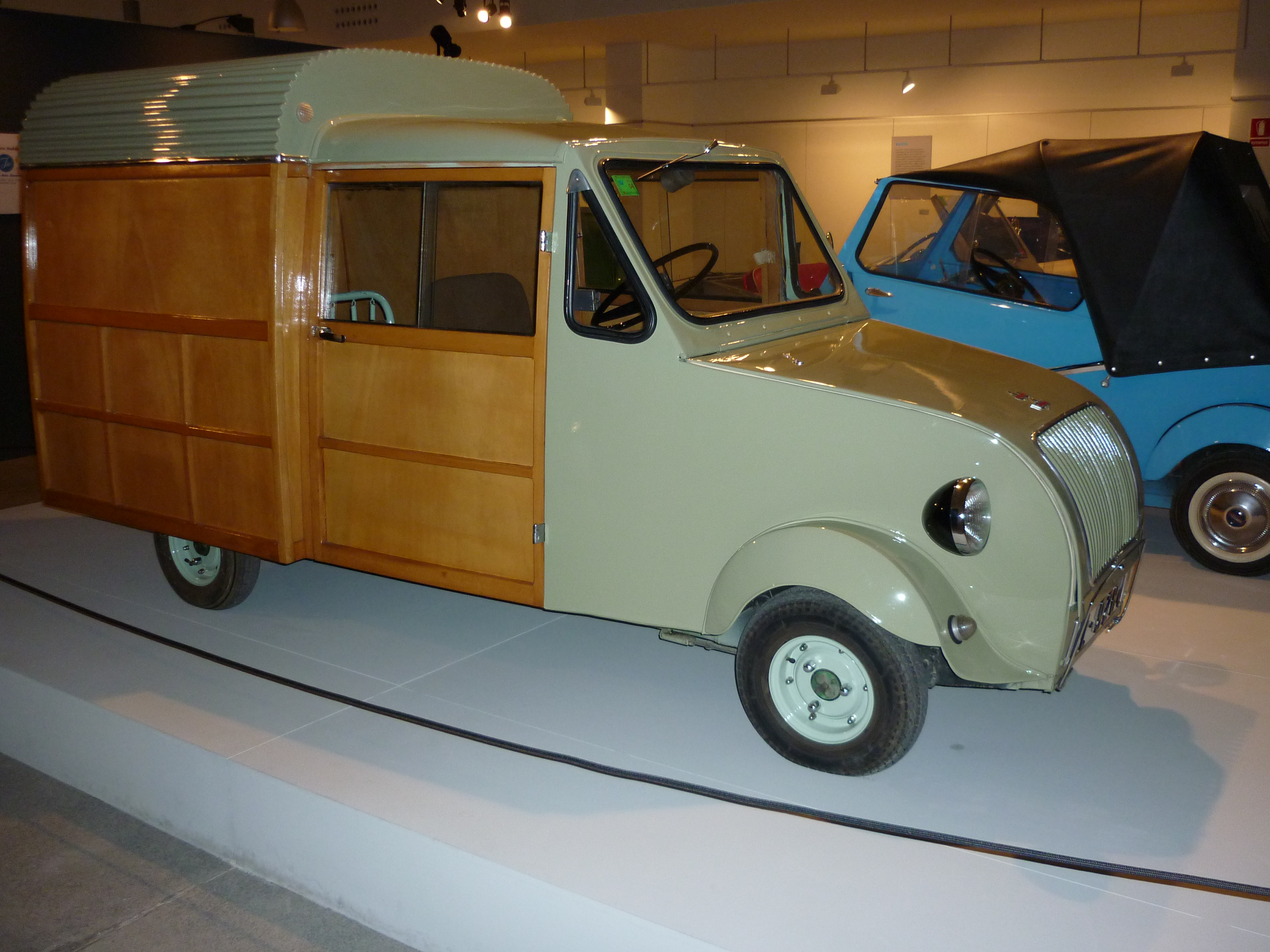
Biscúter furgoneta 200 I (1958)

El primer model de Biscuter català va ser l'anomenat "Biscúter 100" i el model superior "Biscúter 200 A". Les primeres unitats, molt senzilles i sense marxa enrere, van sortir al juny del 1954. El model 100, el més popular, era un petit cotxe biplaça –tot i que sovint s'hi encabia un tercer ocupant- amb una carrosseria d'alumini, capota de lona i seient únic, de només 200 kg i que feia 2 m 56 cm de llarg per 1 m 14 cm d'ample. Estava equipat amb motor de moto, Hispano Villiers, d'un sol cilindre, dos temps de 7 kW, amb tracció només sobre la roda frontal dreta. Tenia una culata gran, plena d'oli, per compensar el sobreescalfament durant les detencions dels semàfors i evitar l'excés de calor mentre circulava en carretera a velocitats més altes, produint un efecte "Buffer de temperatura". El frenat era mitjançant un inusual sistema de tres punts que incloïa els enllaços de cable a les dues rodes posteriors. Una característica realment avançada va ser una carrosseria d'alumini, encara que posteriorment es va utilitzar l'acer, i tot un seguit de sorprenents solucions tècniques com, per exemple, el seu sistema d'arrencada en què s'estirava una cinta, a l'estil dels motors forabord (el model superior tenia un sistema normal d'arrencada elèctrica) i, com que es podia aparcar aixecant-lo per un dels dos extrems, sense massa esforç si era precís, no va tenir marxa enrere fins al 1955. La seva velocitat màxima era de 75 km/hora i el seu consum de gasolina d'uns 4,5 litres/100 km. El Biscuter català no era exactament igual que el seu predecessor francès. Gabriel Voisin hi va introduir diverses modificacions i el va adaptar als motors Hispano Villiers.
El Biscúter costava unes 25.000 pta del moment (uns 150 euros, el que llavors seria el sou mitjà de gairebé tres anys) mentre que el preu d'un cotxe normal rondava les 100.000 pta, (600 euros, el sou de deu anys) cosa que el feia molt més assequible que qualsevol model de la competència, tot i que a aquella època el seu preu encara era una petita fortuna.
Al llarg dels següents anys es construïren, a més dels models esmentats, el model "Comercial" o "Rubia" 200 C, amb capacitat per a quatre persones; la furgoneta 200 I, amb capacitat de 250 kg de càrrega, a més del conductor i el "Coupé" 200 F, darrer model presentat per la marca, el 1957, amb carrosseria de plàstic.

## Actualitat
Als anys vuitanta va haver-hi la iniciativa de tornar-lo a produir a la localitat sevillana de Lora del Río, sense que la idea inicial acabés de quallar. Aquest va ser l'únic i últim intent de fer reviure l'altre temps popular model.
Actualment, es calcula que deu haver-hi més de 250 Biscúters, molts d'ells restaurats i d'altres reconstruïts per l'especialista Jaume Jubert. No és un vehicle gaire conegut pels col·leccionistes de fora la península, tot i que se'n poden trobar a museus de França, Anglaterra, Països Baixos, Alemanya i Estats Units.